# Карманово (Челябинская область)
Карманово — упразднённый посёлок в Карталинском районе Челябинской области России. Входил в состав Мичуринского сельсовета. Исключен из учётных данных в 1983 году.

## География
Располагался в вершине безымянной балки на которой был устроен пруд, на расстоянии примерно 3 км по прямой к северо-востоку от поселка Тумак.

## История
Основан в 1923 году. По данным на 1926 год хутор Карманов состоял из 42 хозяйств. В административном отношении входил в состав Ново-Николаевского сельсовета Полтавского района Троицкого округа Уральской области.
По данным на 1970 год посёлок Карманово входил в состав Полтавского сельсовета. В посёлке располагалась бригада 4-го отделения совхоза «Полтавский».
Исключен из учётных данных Решением Челябинского облисполкома от 13 сентября 1983 года № 479.

## Население
| 1970 | 1977 | 1983 |
| ---- | ---- | ---- |
| 194  | ↘41  | ↘4   |

По переписи 1926 года на хуторе проживало 177 человек (88 мужчин и 89 женщин), в том числе киргизы (казахи) составляли 98 % населения, башкиры — 2 %.